# Politique culturelle de l'Union européenne

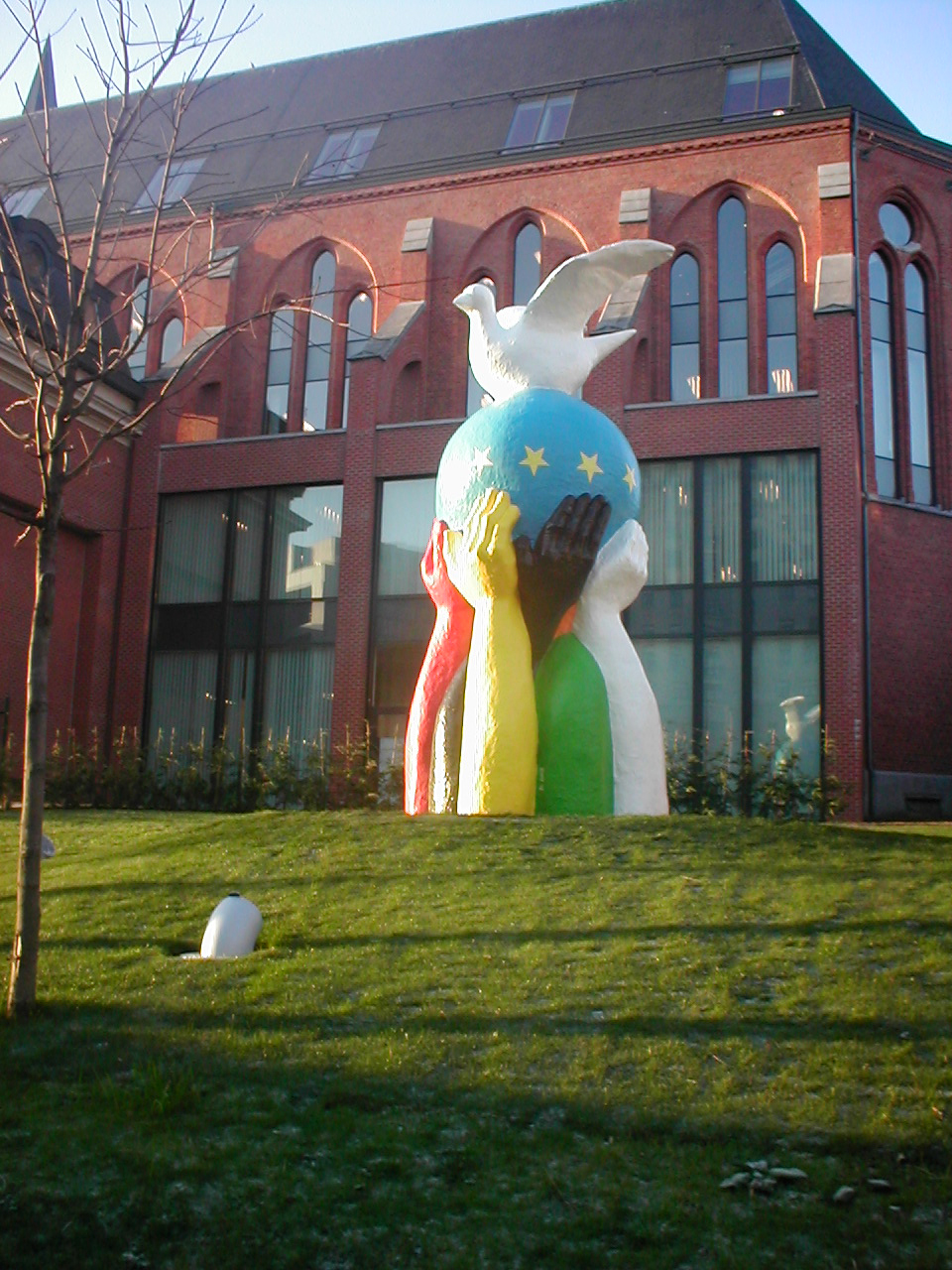
Œuvre monumentale dédiée à l'Europe du sculpteur français Bernard Romain, inaugurée le 9 décembre 2003 à Bruxelles. La statue a été sculptée, modelée, polie et peinte par des enfants déficients visuels de cultures différentes guidés par l'artiste.

La politique européenne pour la culture a été développée en parallèle de la construction de l'Union européenne. Son processus d'unification économique et politique aboutit à la signature du traité de Maastricht le 7 février 1992 et à la mise en place d'une monnaie commune en 2002. Un ensemble de dispositifs communautaires orientés autour de la coopération culturelle au niveau européen et en vue de favoriser l'émergence d'une citoyenneté européenne ont alors été développés en s'appuyant sur les acteurs locaux dans l'ensemble des pays de l'UE.
Cela se traduit par diverses actions et projets menés sur le terrain tels qu'Europeana, un projet de bibliothèque numérique européenne, l'attribution du titre de capitale européenne de la culture pour une ou plusieurs villes chaque année ou encore des programmes-cadre en la matière (2000-2006 et 2007-2013),.

## Liste de programmes culturels européens
- MEDIA
- Capitale européenne de la culture
- Mois européen de la culture
- Itinéraire culturel européen
- Erasmus
- Erasmus Mundus
- Journées européennes du patrimoine
- Bibliothèque européenne
- Europeana
- Europe créative (2014-2020)
- Portail européen des archives

## Examen critique
Dans le Traité sur le fonctionnement de l'Union européenne (TFUE), l'article 167 confère à l'Union européenne une compétence culturelle qui doit être exercée en respectant le principe de subsidiarité et en complément de l'action des États membres.
Mario d'Angelo, dans un article paru dans La Tribune : « Ainsi corsetée, il est difficile à l’UE d’agir directement pour le renforcement de l’identité culturelle européenne. La stratégie adoptée dans ses programmes vient en appui des niveaux nationaux, régionaux et locaux. Les principaux programmes sont orientés sur des projets, à durée limitée, ancrés dans des réseaux professionnels, mais avec peu de visibilité populaire et un impact symbolique faible. Une action réussie comme « Capitales européennes de la culture » a surtout permis aux villes partenaires concernées d’en endosser les bénéfices symboliques ». Dans ce même article, Mario d'Angelo remarque que le nouveau programme « Europe créative » prévoit pour 7 ans (2014-2020), un budget de 1,5 milliard d'euros, soit à peu près l'équivalent du budget de la culture et des médias des régions espagnoles pour la seule année 2011.
Dans une perspective de compréhension de la gouvernance publique des politiques de la culture en Europe, les niveaux nationaux et infranationaux (local, régional) utilisent les programmes de l'UE comme ressources dans leurs propres stratégies culturelles (investissements dans des équipements et le patrimoine, projets de coopérations culturelles transfrontalières, projets de coopérations des institutions culturelles et des acteurs culturels de terrain).

## Sources

## Compléments